# Saint-Jean (Genebra)
Saint-Jean é um quarteirão no cidade de Genebra, Suíça. Deve o seu nome a um mosteiro do século X aí localizado, destruído em 1535, na época da Reforma Protestante.